# Ekhirit
L'ekhirit (эxирэд нютаг хэлэнэй en bouriate) est un dialecte du bouriate, parlé en Bouriatie, en Russie.

## Phonétique historique
Les tableaux montrent les particularités phonétiques de l'ekhirit par rapport au bouriate littéraire.

### Système vocalique
| français          | ekhirit | bouriate | mongol littéraire |
| ----------------- | ------- | -------- | ----------------- |
| trois             | gɔrwɔŋ  | gʊrbaŋ   | γurba(n)          |
| colère            | sɔxal   | sʊxal    | čiqul             |
| dessiner          | zɔrxɔ   | zʊraxa   | jiruqu            |
| trou              | hɵwɵ    | hybə     | sübe              |
| mélèze            | ʃɵnhɵŋ  | ʃenəhəŋ  | sinesü(n)         |
| ventre, intestins | gydhəŋ  | gedəhəŋ  | gedesü(n)         |

### Consonnes
L'ekhirit possède des consonnes palatales qui peuvent être différentes de celles du bouriate.
| français | ekhirit | bouriate | mongol littéraire |
| -------- | ------- | -------- | ----------------- |
| scie     | xyrʲəː  | xʲɵrɵː   | kirüge(n)         |
| nombreux | arʲwaŋ  | arbʲiŋ   | arbin             |
| poule    | tasʲaː  | taxʲaː   | takiya(n)         |
| tabac    | tamsʲiŋ | tamxʲiŋ  | tamaki(n)         |